# بيرناردينو هيريرا
بيرناردينو هيريرا (بالإسبانية: Bernardino Herrera)‏ هو لاعب هوكي الحقل إسباني، ولد في 15 أكتوبر 1977 في سانتاندير في إسبانيا.

## وصلات خارجية
- بيرناردينو هيريرا على موقع أوليمبيديا (الإنجليزية)